# Ann Reeves Jarvisová
Ann Reeves Jarvisová, celým jménem nepřechýleně Ann Maria Reeves Jarvis (30. září 1832 Culpeper, Virginie – 9. května 1905 Filadelfie, Pensylvánie) byla sociální aktivistka a organizátorka během americké občanské války. Je uznávana jako inspirátorka Dnu matek a jako základatelka hnutí Den matek. Její dcera Anna Marie Jarvisová (1864–1948) je považována za zakladatelku svátku Dnu matek (Mother's Day holiday) ve Spojených státech.